# Han Yuwei
Han Yuwei (ur. 19 czerwca 1973) – chiński zapaśnik w stylu klasycznym. Dwukrotny uczestnik mistrzostw świata, zajął szóste miejsce w 1995. Czwarty na igrzyskach azjatyckich w 1994. Srebrny medalista mistrzostw Azji w 1995 roku.